# 아메노미야가타촌
아메노미야가타촌(雨宮県村)은 나가노현 하니시나군에 있던 촌이다. 현재의 지쿠마시에 해당한다.

## 역사
- 1889년 4월 1일 - 정촌제 시행에 의해 3촌의 구역을 확장해 성립하였다.
- 1955년 4월 1일 - 야시로정, 모리촌과 신설합병해 하니시나야시로정이 성립하여, 동일 아메노미야가타촌은 폐지되었다.

## 교통

### 철도
- 나가노 철도
  - 가토선

### 도로
- 다니 가도(현 국도 제403호선)

## 참고문헌
- 角川日本地名大辞典 20 長野県